# Autopsy Torment
Autopsy Torment ist eine schwedische Death-Metal-Band aus Halmstad, die im Jahr 1989 gegründet wurde, sich 1994 auflöste und seit 1999 wieder aktiv ist.

## Geschichte
Die Band wurde im Jahr 1989 gegründet und war anfangs noch ein Projekt von Thomas „David Lee Rot“ Karlsson und dem Gitarristen Patrik „Onkel“ Andersson. Im selben Jahr veröffentlichte die Band mit Splattered ein erstes Demo. Danach kamen im Jahr 1991 der Schlagzeuger Karl-Jan „Sexual Goat Licker“ „Karl Vincent“ Kristiansson und der Gitarrist Daniel „Scyphe“ Nilssen zur Band. Zusammen nahmen sie das Demo Darkest Rituals auf, bei dem Henrik Paahle als Bassist beteiligt war. Im Folgejahr schlossen sich mit Nocturnal Blasphemy und The Seventh Soul of Hell noch zwei weitere Demos an, ehe sich die Band 1994 auflöste, da Sänger Karlsson und der Schlagzeuger Kristiansson bereits die Band verlassen hatten, um Pagan Rites zu gründen. 
Im Jahr 1999 gründeten der Gitarrist Nilssen und der Bassist Jimi „The Demon“ Fagerstig die Band neu. Kurz darauf stießen auch wieder Karlsson und Kristiansson hinzu. Bei dem Auftritt zur Wiedervereinigung in Göteborg war Sänger Karlsson jedoch nicht anwesend, weshalb Ustumallagam von Denial of God für ihn einsprang. Im Jahr 2000 nahm die Band  Orgy with the Dead auf, das als Schallplatte mit sieben Liedern und als CD mit dem Bonuslied Gory to the Brave erschien. Beide Varianten hatten eine unterschiedliche Aufmachung. Im Jahr 2001 kam Thomas Hedlund als Schlagzeuger zur Besetzung. 2003 erschien über Time Before Time Records die Split-Veröffentlichung Premature mit Devil Lee Rot. Der Tonträger war eine CD-R und auf eine Stückzahl von 333 begrenzt. Im selben Jahr erschien zudem über Painkiller Records das Album Tormentorium. Im April 2005 erschien über Die Todesrune Records das nächste Album Graveyard Creatures. Hierauf bestand die Band neben Karlsson und Hedlund aus dem Gitarristen David „Slaughter“ Straderud und dem Bassisten Fagerstig. Über Pulverised Records erschien im Jahr 2008 die Kompilation 7th Ritual for the Darkest Soul of Hell, dass Lieder der alten Demos enthielt.

## Stil
Laut musicmight.com spielt die Band auf dem Demo Splattered noch Grindcore, während sie sich auf Darkest Rituals dem Death Metal zuwandte. Dieselbe Entwicklung stellte auch Daniel Ekeroth in seinem Buch Schwedischer Death Metal fest. Das Image der Band sei „Blut, Gore und umgedrehte Kreuze“. Janne Stark beschrieb The Heaviest Encyclopedia of Swedish Hard Rock and Heavy Metal Ever! die Musik der Band als simplen Oldschool-Death-Metal. Stefan Franke von voicesfromthedarkside.de bezeichnete die Musik auf Tormentorium als eine Mischung aus Black- und Death-Metal und zog Vergleiche zu Nifelheim, alten Bathory, sowie frühen Tiamat und Treblinka, ohne, dass die Band jedoch deren Klasse erreiche.

## Diskografie
- 1989: Jason Lives (Demo, Eigenveröffentlichung)
- 1989: Splattered (Demo, Eigenveröffentlichung)
- 1991: Darkest Rituals (Demo, Eigenveröffentlichung)
- 1992: The Seventh Soul of Hell (Demo, Eigenveröffentlichung)
- 1992: Moon Fog (EP, Slaughter Records)
- 1992: Nocturnal Blasphemy (Demo, Eigenveröffentlichung)
- 1992: Adv.Tape (Demo, Eigenveröffentlichung)
- 2001: Orgy with the Dead (EP, Eigenveröffentlichung)
- 2002: Orgy with the Dead (Album, Miriquidi Productions)
- 2003: Premature Torment / Pagan from the Heat (Split mit Devil Lee Rot, Time Before Time Records)
- 2003: Tormentorium (Album, Painkiller Records)
- 2005: Graveyard Creatures (Album, Die Todesrune Records)
- 2006: Headbangers in Italy (Split mit Devil Lee Rot, Terror from Hell Records)
- 2008: 7th Ritual for the Darkest Soul of Hell (Kompilation, Pulverised Records)